# Your Love Alone Is Not Enough
Your Love Alone Is Not Enough è un singolo del gruppo musicale gallese Manic Street Preachers, pubblicato nel 2007 ed estratto dall'album in studio Send Away the Tigers. Il brano vede la partecipazione della cantante svedese Nina Persson, nota come vocalist del gruppo The Cardigans.

## Tracce
CD 
1. Your Love Alone Is Not Enough – 3:57
2. Boxes & Lists – 3:56

Maxi CD 
1. Your Love Alone Is Not Enough – 3:57
2. Love Letter to the Future – 3:44
3. Welcome to the Dead Zone – 3:42
4. Little Girl Lost – 2:14

7" Edizione Limitata
1. Your Love Alone Is Not Enough – 3:55
2. Fearless Punk Ballad – 3:59

 Download digitale
1. Your Love Alone Is Not Enough – 3:55
2. Your Love Alone Is Not Enough (James Solo Acoustic) – 3:59
3. Your Love Alone Is Not Enough (Nina Solo Acoustic) – 3:59